# Vavrinecz Béla
Vavrinecz Béla (Budapest, 1925. november 18. – 2004. november 8.) magyar zeneszerző, karmester, zenei vezető.

## Pályája
1943 és 1952 között a budapesti Liszt Ferenc Zeneművészeti Főiskolán  zeneszerzés és karmesterképző szakán folytatott tanulmányokat. Mesterei voltak: Kókai Rezső, Kodály Zoltán, Ferencsik János és Somogyi László. 1957-58-ban a Győri Filharmonikus Zenekar, 1961-től 1973-ig a BM Szimfonikusok vezető karnagyaként dolgozott. 1950 és 1955 között a SZOT Művészegyüttes, 1974-től 1983-ig a Budapest Táncegyüttes zenei vezetője volt. A Duna Művészegyüttes zenei, illetve művészeti vezetőjeként 1957-58-ban, és 1960-61-ben, majd 1983-tól 1985-ig tevékenykedett.

## Díjai
- 1954 A Szocialista Kultúráért Díj
- 1957 VIT-díj II. és III. fokozat (Moszkva)
- 1974 Zalai Kamaratánc Fesztivál Zeneszerzői II. díja (Csizmaverős kíséretért)
- 1995 Temesvári Pelbárt-díj
- 1999 A Magyar Köztársasági Érdemrend tisztikeresztje – polgári tagozat

## Főbb művei

### Zeneművek
A nemzetközi szerzői jogi nyilvántartásban 194 műve található. Szerzőtársai ezeknél a műveknél Szokolay Sándor, Sík Sándor, Lukin László, Takáts Gyula, Darázs Endre, Illyés Gyula, Móricz Zsigmond, Fodor András, Bertók László, Sipos Gyula, Vavrinecz András József, Vas István, Képes Géza, Jankovich Ferenc, Vas István, Beyatli Yahya Kemal, Pálóczi Horváth Ádám, dr. Szántó Konrád, Tüskés Tibor, Kassai Lajos, Liszt Ferenc, és igen sok népköltéseti mű
- Gizella, az első magyar királyné – oratórium (librettóját dr. Szántó Konrád ferences egyháztörténész, egyetemi tanár írta) (1992. Esztergom) ISWC T-329.267.851-0

- Somogyi Krónika oratórium  (bemutató: 2001, Kaposvár) ISWC T-931.946.153-5
- operák,
- daljáték, balettek, színpadi művek, kísérőzenék,
- zenekari művek, versenyművek,
- dalok, kamaradarabok, kórusok,
- pedagógiai művek,
- néptánckíséretek, népdalfeldolgozások,
- fúvószenekari darabok.

```
Boldogasszony, ezer évig

Édesanyánk voltál,

Eleink ha hozzád sírtak,

Hozzájuk hajoltál…
```

- (Sík Sándor versének megzenésítése, mely az andocsi kegytemplom himnusza ) ISWC T-007.017.322-6 Andocsi Máriához

#### Filmzenék
- 1954 Magyar táncképek (TV-film)
- 1974 Szerelmem, Elektra színes magyar filmdráma (rendező: Jancsó Miklós, író: Hernádi Gyula, Gyurkó László, Vásárhelyi Miklós, zeneszerző: Cseh Tamás, Vavrinecz Béla, operatőr: Kende János, vágó: Farkas Zoltán)

### Publikáció
- 1953 Zenetudományi tanulmányok

## Diszkográfia
Több szerzői lemeze is megjelent. Számtalan lemezen közreműködött karmesterként, illetve zeneszerzőként.